# Sport, sport, sport
Sport, sport, sport (Спорт, спорт, спорт) è un film del 1970 diretto da Ėlem Germanovič Klimov.